# Daniel Stan
Daniel Stan (n. 28 august 1978, Curtea de Argeș, Argeș) este un atacant român. A debutat în Liga 1 pe 17 august 2003 în meciul Dinamo București - FC Oradea 1-0.

## Cariera
Daniel Stan a început să joace fotbal ca senior în anul 2001, la formația Internațional Pitești, echipă aflată la al doilea sezon după formare și la primul după promovarea din Liga a III-a. El a realizat un sezon excelent, formația sa reușind o clasare foarte bună (locul 5 în a Liga II-a) și a marcat un număr de 12 goluri, el fiind încă de pe atunci unul dintre golgheterii echipei.
După încă un sezon petrecut la Internațional, mai puțin reușit decât primul, Daniel Stan a fost achiziționat de formația FC Bihor Oradea în vara anului 2003. Formația bihoreană era una din nou-promovatele în sezonul 2003-2004 al Ligii I, astfel că Daniel Stan nu a putut refuza oferta de a evolua în primul eșalon fotbalist al țării.
Primul meci disputat în Liga I de către Daniel Stan a fost un Dinamo București - FC Bihor 1-0. Primul gol marcat de Daniel Stan pe prima scenă fotbalistică a țării a venit abia în etapa a paisprezecea, când a reușit golul cu numărul trei în victoria obținută de FC Bihor în compania celor de la Farul Constanța, 5-1. În același meci, el a mai reușit un gol, marcând pentru 4-0 cu puțin timp înainte de pauză.
Din păcate pentru Stan, formația sa a retrogradat la finalul sezonului, însă jucătorul a rămas la echipă, spre deosebire de majoritatea colegilor săi, care au ales să se transfere la formații din Liga I. Rămânerea la Bihor a reprezentat o opțiune inspirată pentru Stan, care a marcat 14 goluri în sezonul 2004 - 2005. A mai rămas la formația bihoreană încă un tur de campionat, după care a fost achiziționat de formația de primă ligă Oțelul Galați.
La debut, Daniel Stan a marcat un hat-trick în partida cu Dinamo București, într-un meci disputat chiar la București, iar victoria gălățenilor a fost obținută doar cu aceste trei goluri. Acest meci i-a consolidat poziția de titular în primul unsprezece al lui Petre Grigoraș, noul antrenor al Galațiului începând cu primăvara anului 2006.
După un retur în care a marcat șapte goluri în 12 partide, o medie foarte bună pentru el, Stan a continuat să joace excelent la Galați, iar în sezonul 2007-2008 a reușit să participe chiar în Cupa UEFA, după ce Oțelul a trecut de puternica formație Trabzonspor în finala Cupei UEFA Intertoto. În meciul tur, Daniel Stan a reușit să deschidă scorul în victoria obținută cu scorul de 2-1.
În vara anului 2008, Daniel Stan a fost achiziționat de către formația Unirea Urziceni. Cu puțin timp înainte de începtul sezonului 2008-2009, Daniel Stan s-a accidentat destul de grav, ratând întregul sezon, la finalul căruia echipa sa avea să devină pentru prima oară în istorie campioană a României.